# Liga de Naciones de la UEFA 2018-19
La Liga de Naciones de la UEFA 2018-19 fue la temporada inaugural de la Liga de Naciones de la UEFA. La fase previa de grupos tuvo lugar entre septiembre y noviembre de 2018, y la fase final se disputó en junio de 2019 en Oporto y Guimarães (Portugal). Sirvió también como parte del proceso de clasificación para la Eurocopa 2020.

## Formato
El Comité Ejecutivo ha aprobado el siguiente calendario UEFA:
- La primera fase de la Liga de Naciones de la UEFA se jugará desde septiembre a noviembre de 2018.
- Las Clasificatorias Europeas de la Eurocopa 2020 se jugarán desde marzo a noviembre de 2019.
- Los play-offs de la Liga de Naciones se jugarán en marzo de 2020.

Las 55 selecciones participantes de Liga de Naciones de la UEFA estarán divididas en cuatro divisiones, de acuerdo al ranking de coeficientes de las selecciones nacionales de la UEFA, con fecha del 15 de noviembre de 2017, tras la conclusión de los partidos de clasificación para la fase final de la Copa Mundial de la FIFA 2018.
En la primera fase, cada división está dividida en cuatro grupos. Las Ligas A y B están formadas por cuatro grupos de tres selecciones. La Liga C está compuesta por un grupo de tres selecciones, y tres grupos de cuatro selecciones. La Liga D está formada por cuatro grupos de cuatro selecciones.
En cada división, las cuatro selecciones ganadoras de grupo ascenderán de división  y las cuatro últimas selecciones descenderán de división para la próxima edición. Además, las selecciones ganadoras de grupo de la división A, se clasificarán para los play-offs, que se disputarán en junio de 2019, con un formato de semifinales y final, para determinar los campeones del torneo. 
El ranking general de la Liga de Naciones de la UEFA determinará la composición de los bombos del sorteo para las Clasificatorias Europeas posteriores a este.
Las cuatro plazas restantes para la UEFA EURO 2020 se asignarán a los ganadores de los partidos de play-off de las ligas A, B, C y D, que se llevarán a cabo en marzo de 2020. Sobre la base de los resultados en la Liga de Naciones de la UEFA, 16 selecciones participarán en los play-offs y se agruparán de cuatro en cuatro. Cada liga jugará por un puesto en la clasificación.
El sorteo de la Eurocopa 2020 se llevará a cabo después de la finalización de la Liga de Naciones de la UEFA y permitirá a los cuatro participantes del Final Four de la Liga de Naciones de la UEFA ser metidos en los grupos de cinco selecciones.
Además, para la Copa Mundial de la FIFA 2022, los mismos principios se aplicarán tanto a la Liga de Naciones de la UEFA como a las Clasificatorias Europeas, pero se adaptará al número de plazas disponibles y las fechas finales del torneo.

### Reglas de clasificación
Los equipos se clasificarán según los puntos obtenidos en la fase de grupos (3 puntos por ganar, 1 punto por empatar y 0 puntos por perder), si algún equipo está empatado con otro a puntos, se aplicarán unos criterios de desempate, en el siguiente orden para determinar quien quedará por encima:
1. Puntos logrados en los enfrentamientos directos entre ambos equipos.
2. Diferencia de goles en los enfrentamientos directos entre ambos equipos.
3. Goles marcados en los enfrentamientos directos entre ambos equipos.
4. Goles como visitante marcados en los enfrentamientos directos entre ambos equipos.
5. Si más de dos equipos están empatados y después de aplicar estos criterios de enfrentamientos directos, un subconjunto de equipos aun siguen empatados, se volverán a emplear dichos criterios exclusivamente a este subconjunto de equipos.
6. Diferencia de goles en todos los partidos del grupo.
7. Goles marcados en todos los partidos del grupo.
8. Goles como visitante marcados en todos los partidos del grupo.
9. Victorias en todos los partidos del grupo.
10. Victorias como visitante en todos los partidos del grupo.
11. Puntos de disciplina (tarjeta roja: 3 puntos, tarjeta amarilla: 1 punto, expulsión por doble amarilla en un encuentro: 3 puntos).
12. Coeficiente de la UEFA para los equipos nacionales.

Para determinar el peor tercer clasificado en la Liga C, los resultados contra los equipos clasificados en última posición son descartados. Luego, se sigue el siguiente criterio:
1. Mayor número de puntos.
2. Mayor diferencia de goles.
3. Mayor número de goles logrados.
4. Mayor número de goles como visitante logrados.
5. Mayor número de victorias.
6. Mayor número de victorias como visitante.
7. Puntos de disciplina (tarjeta roja: 3 puntos, tarjeta amarilla: 1 punto, expulsión por doble amarilla en un encuentro: 3 puntos).
8. Coeficiente de la UEFA para los equipos nacionales.

### Recompensa económica
La recompensa económica será distribuida según se anunció en marzo de 2018. Un total de 76,25 millones de euros junto a otras cuotas serán distribuidas entre las 55 selecciones participantes. 
Importe fijo según la liga en la que se participe:
- Liga A: 2,25 millones de euros
- Liga B: 1,5 millones de euros
- Liga C: 1,125 millones de euros
- Liga D: 750.000 euros

Además, los ganadores de grupo de cada liga recibirán el siguiente bonus: 
- Ganadores de los grupos de la Liga A: 2,25 millones de euros
- Ganadores de los grupos de la Liga B: 1,5 millones de euros
- Ganadores de los grupos de la Liga C: 1,125 millones de euros
- Ganadores de los grupos de la Liga D: 750.000 euros

Los cuatro ganadores de grupo de la Liga A, quienes participaran a la Final Four de la Liga de Naciones, recibirán, según la clasificación final:
- Ganador: 6 millones de euros
- Segundo: 4,5 millones de euros
- Tercero: 3,5 millones de euros
- Cuarto: 2,5 millones de euros

Esto significa que el máximo a lo que aspira una selección de la Liga A son 10,5 millones de euros, 3 millones de euros en la Liga B, 2,25 millones de euros en la Liga C y 1,5 millones de euros en la Liga D.

### Calendario
A continuación se muestra el calendario de la Liga de Naciones de la UEFA 2018-19.
| Fase           | Jornada                      | Fecha                      |
| -------------- | ---------------------------- | -------------------------- |
| Fase de grupos | Jornada 1                    | 6–8 de septiembre de 2018  |
| Fase de grupos | Jornada 2                    | 9–11 de septiembre de 2018 |
| Fase de grupos | Jornada 3                    | 11–13 de octubre de 2018   |
| Fase de grupos | Jornada 4                    | 14–16 de octubre de 2018   |
| Fase de grupos | Jornada 5                    | 15–17 de noviembre de 2018 |
| Fase de grupos | Jornada 6                    | 18–20 de noviembre de 2018 |
| Fase final     | Semifinales                  | 5–6 de junio de 2019       |
| Fase final     | Partido por el tercer puesto | 9 de junio de 2019         |
| Fase final     | Final                        | 9 de junio de 2019         |

## Participantes
Participarán las 55 federaciones de la UEFA:
En cursiva selecciones que participan por primera vez en un torneo oficial y en negrita selecciones que integran la Liga A.
| Equipos participantes | Equipos participantes | Equipos participantes | Equipos participantes | Equipos participantes |
| --------------------- | --------------------- | --------------------- | --------------------- | --------------------- |
| Albania               | Croacia               | Gibraltar             | Kosovo                | Polonia               |
| Alemania              | Dinamarca             | Grecia                | Letonia               | Portugal              |
| Andorra               | Escocia               | Hungría               | Liechtenstein         | República Checa       |
| Armenia               | Eslovaquia            | Inglaterra            | Lituania              | Rumania               |
| Austria               | Eslovenia             | Irlanda               | Luxemburgo            | Rusia                 |
| Azerbaiyán            | España                | Irlanda del Norte     | Macedonia del Norte   | San Marino            |
| Bélgica               | Estonia               | Islandia              | Malta                 | Serbia                |
| Bielorrusia           | Finlandia             | Islas Feroe           | Moldavia              | Suecia                |
| Bosnia y Herzegovina  | Francia               | Israel                | Montenegro            | Suiza                 |
| Bulgaria              | Gales                 | Italia                | Noruega               | Turquía               |
| Chipre                | Georgia               | Kazajistán            | Países Bajos          | Ucrania               |

### Distribución

Liga A
Liga B
Liga C
Liga D

Los 55 equipos han sido divididos en cuatro ligas (hay 12 equipos en la Liga A, 12 en la Liga B, 15 en la Liga C y 16 en la Liga D) según el coeficiente UEFA por selección después de la conclusión de la Clasificación de UEFA para la Copa Mundial de Fútbol de 2018 (no se incluyen los play-offs de la segunda ronda). Los equipos con mayor puntuación jugarán en la Liga A mientras los que menos jugarán en la Liga D.
| Bombo | Selección    | Coef   | Rank |
| ----- | ------------ | ------ | ---- |
| 1     | Alemania     | 40,747 | 1    |
| 1     | Portugal     | 38,656 | 2    |
| 1     | Bélgica      | 38,123 | 3    |
| 1     | España       | 37,311 | 4    |
| 2     | Francia      | 36,617 | 5    |
| 2     | Inglaterra   | 36,231 | 6    |
| 2     | Suiza        | 34,986 | 7    |
| 2     | Italia       | 34,426 | 8    |
| 3     | Polonia      | 32,982 | 9    |
| 3     | Islandia     | 31,155 | 10   |
| 3     | Croacia      | 31,139 | 11   |
| 3     | Países Bajos | 29,866 | 12   |

| Bombo | Selección            | Coef   | Rank |
| ----- | -------------------- | ------ | ---- |
| 1     | Austria              | 29,419 | 13   |
| 1     | Gales                | 29,269 | 14   |
| 1     | Rusia                | 29,258 | 15   |
| 1     | Eslovaquia           | 28,554 | 16   |
| 2     | Suecia               | 28,487 | 17   |
| 2     | Ucrania              | 28,286 | 18   |
| 2     | Irlanda              | 28,249 | 19   |
| 2     | Bosnia y Herzegovina | 28,200 | 20   |
| 3     | Irlanda del Norte    | 27,127 | 21   |
| 3     | Dinamarca            | 27,052 | 22   |
| 3     | República Checa      | 27,028 | 23   |
| 3     | Turquía              | 26,538 | 24   |

| Bombo | Selección  | Coef   | Rank |
| ----- | ---------- | ------ | ---- |
| 1     | Hungría    | 26,486 | 25   |
| 1     | Rumania    | 26,057 | 26   |
| 1     | Escocia    | 25,662 | 27   |
| 1     | Eslovenia  | 25,148 | 28   |
| 2     | Grecia     | 24,931 | 29   |
| 2     | Serbia     | 24,847 | 30   |
| 2     | Albania    | 24,430 | 31   |
| 2     | Noruega    | 24,208 | 32   |
| 3     | Montenegro | 23,912 | 33   |
| 3     | Israel     | 22,791 | 34   |
| 3     | Bulgaria   | 22,091 | 35   |
| 3     | Finlandia  | 20,501 | 36   |
| 4     | Chipre     | 19,491 | 37   |
| 4     | Estonia    | 19,441 | 38   |
| 4     | Lituania   | 18,101 | 39   |

| Bombo | Selección           | Coef   | Rank |
| ----- | ------------------- | ------ | ---- |
| 1     | Azerbaiyán          | 17,761 | 40   |
| 1     | Macedonia del Norte | 17,071 | 41   |
| 1     | Bielorrusia         | 16,868 | 42   |
| 1     | Georgia             | 16,523 | 43   |
| 2     | Armenia             | 15,846 | 44   |
| 2     | Letonia             | 15,821 | 45   |
| 2     | Islas Feroe         | 15,490 | 46   |
| 2     | Luxemburgo          | 14,231 | 47   |
| 3     | Kazajistán          | 13,431 | 48   |
| 3     | Moldavia            | 13,131 | 49   |
| 3     | Liechtenstein       | 10,950 | 50   |
| 3     | Malta               | 10,870 | 51   |
| 4     | Andorra             | 10,240 | 52   |
| 4     | Kosovo              | 9,950  | 53   |
| 4     | San Marino          | 8,190  | 54   |
| 4     | Gibraltar           | 7,550  | 55   |

El sorteo para la fase de grupos tuvo lugar en Lausana, Suiza el 24 de enero de 2018. Por razones políticas, Armenia y Azerbaiyán (debido al conflicto Nagorno-Karabaj), además de Rusia y Ucrania (debido a la intervención militar rusa en Ucrania), no fueron emparejados en el mismo grupo.

## Liga A

### Grupo A1
| Pos. | Equipo       | Pts. | PJ | G | E | P | GF | GC | Dif. | Clasificación           |       | Bandera de los Países Bajos | Bandera de Francia | Bandera de Alemania |
| ---- | ------------ | ---- | -- | - | - | - | -- | -- | ---- | ----------------------- | ----- | --------------------------- | ------------------ | ------------------- |
| 1    | Países Bajos | 7    | 4  | 2 | 1 | 1 | 8  | 4  | +4   | Clasifica al Final Four |       | —                           | 2 – 0              | 3 – 0               |
| 2    | Francia      | 7    | 4  | 2 | 1 | 1 | 4  | 4  | 0    |                         |       | 2 – 1                       | —                  | 2 – 1               |
| 3    | Alemania     | 2    | 4  | 0 | 2 | 2 | 3  | 7  | −4   |                         | 2 – 2 | 0 – 0                       | —                  |                     |

Actualizado a los partidos jugados el 13 de octubre de 2018.
 Fuente: UEFA
Criterios de clasificación: criterios UEFA de desempate

### Grupo A2
| Pos. | Equipo   | Pts. | PJ | G | E | P | GF | GC | Dif. | Clasificación           |       | Bandera de Suiza | Bandera de Bélgica | Bandera de Islandia |
| ---- | -------- | ---- | -- | - | - | - | -- | -- | ---- | ----------------------- | ----- | ---------------- | ------------------ | ------------------- |
| 1    | Suiza    | 9    | 4  | 3 | 0 | 1 | 14 | 5  | +9   | Clasifica al Final Four |       | —                | 5 – 2              | 6 – 0               |
| 2    | Bélgica  | 9    | 4  | 3 | 0 | 1 | 9  | 6  | +3   |                         |       | 2 – 1            | —                  | 2 – 0               |
| 3    | Islandia | 0    | 4  | 0 | 0 | 4 | 1  | 13 | −12  |                         | 1 – 2 | 0 – 3            | —                  |                     |

Actualizado a los partidos jugados el 12 de octubre de 2018.
 Fuente: UEFA
Criterios de clasificación: criterios UEFA de desempate

### Grupo A3
| Pos. | Equipo   | Pts. | PJ | G | E | P | GF | GC | Dif. | Clasificación           |       | Bandera de Portugal | Bandera de Italia | Bandera de Polonia |
| ---- | -------- | ---- | -- | - | - | - | -- | -- | ---- | ----------------------- | ----- | ------------------- | ----------------- | ------------------ |
| 1    | Portugal | 8    | 4  | 2 | 2 | 0 | 5  | 3  | +2   | Clasifica al Final Four |       | —                   | 1 – 0             | 1 – 1              |
| 2    | Italia   | 5    | 4  | 1 | 2 | 1 | 2  | 2  | 0    |                         |       | 0 – 0               | —                 | 1 – 1              |
| 3    | Polonia  | 2    | 4  | 0 | 2 | 2 | 4  | 6  | −2   |                         | 2 – 3 | 0 – 1               | —                 |                    |

Actualizado a los partidos jugados el 11 de octubre de 2018.
 Fuente: UEFA
Criterios de clasificación: criterios UEFA de desempate

### Grupo A4
| Pos. | Equipo     | Pts. | PJ | G | E | P | GF | GC | Dif. | Clasificación           |       | Bandera de Inglaterra | Bandera de España | Bandera de Croacia |
| ---- | ---------- | ---- | -- | - | - | - | -- | -- | ---- | ----------------------- | ----- | --------------------- | ----------------- | ------------------ |
| 1    | Inglaterra | 7    | 4  | 2 | 1 | 1 | 6  | 5  | +1   | Clasifica al Final Four |       | —                     | 1 – 2             | 2 – 1              |
| 2    | España     | 6    | 4  | 2 | 0 | 2 | 12 | 7  | +5   |                         |       | 2 – 3                 | —                 | 6 – 0              |
| 3    | Croacia    | 4    | 4  | 1 | 1 | 2 | 4  | 10 | −6   |                         | 0 – 0 | 3 – 2                 | —                 |                    |

Actualizado a los partidos jugados el 15 de octubre de 2018.
 Fuente: UEFA
Criterios de clasificación: criterios UEFA de desempate

### Fase final
|  | Semifinales            | Semifinales  |                              |   | Final | Final |
|  |                        |              |                              |   |       |       |
|  | 5 de junio - Oporto    |              |                              |   |       |       |
|  |                        |              |                              |   |       |       |
|  | Portugal               | 3            |                              |   |       |       |
|  | Portugal               | 3            | 9 de junio - Oporto          |   |       |       |
|  | Suiza                  | 1            |                              |   |       |       |
|  | Suiza                  | 1            | Portugal                     | 1 |       |       |
|  | 6 de junio - Guimarães |              | Portugal                     | 1 |       |       |
|  |                        | Países Bajos | 0                            |   |       |       |
|  | Países Bajos (t. s.)   | Países Bajos | 0                            | 3 |       |       |
|  | Países Bajos (t. s.)   |              |                              | 3 |       |       |
|  | Inglaterra             | 1            |                              |   |       |       |
|  | Inglaterra             | 1            | Partido por el tercer puesto |   |       |       |
|  |                        |              |                              |   |       |       |
|  | 9 de junio - Guimarães |              |                              |   |       |       |
|  |                        |              |                              |   |       |       |
|  | Suiza                  | 0 (5)        |                              |   |       |       |
|  | Suiza                  | 0 (5)        |                              |   |       |       |
|  | Inglaterra (p.)        | 0 (6)        |                              |   |       |       |

|                     |
| Bandera de Portugal |
| Campeón Portugal    |
| 1.er título         |

## Liga B

### Grupo B1
| Pos. | Equipo          | Pts. | PJ | G | E | P | GF | GC | Dif. | Clasificación        |       | Bandera de Ucrania | Bandera de República Checa | Bandera de Eslovaquia |
| ---- | --------------- | ---- | -- | - | - | - | -- | -- | ---- | -------------------- | ----- | ------------------ | -------------------------- | --------------------- |
| 1    | Ucrania         | 9    | 4  | 3 | 0 | 1 | 5  | 5  | 0    | Asciende a la Liga A |       | —                  | 1 – 0                      | 1 – 0                 |
| 2    | República Checa | 6    | 4  | 2 | 0 | 2 | 4  | 4  | 0    |                      |       | 1 – 2              | —                          | 1 – 0                 |
| 3    | Eslovaquia      | 3    | 4  | 1 | 0 | 3 | 5  | 5  | 0    |                      | 4 – 1 | 1 – 2              | —                          |                       |

Actualizado a los partidos jugados el 9 de septiembre de 2018.
 Fuente: UEFA
Criterios de clasificación: criterios UEFA de desempate

### Grupo B2
| Pos. | Equipo  | Pts. | PJ | G | E | P | GF | GC | Dif. | Clasificación        |       | Bandera de Suecia | Bandera de Rusia | Bandera de Turquía |
| ---- | ------- | ---- | -- | - | - | - | -- | -- | ---- | -------------------- | ----- | ----------------- | ---------------- | ------------------ |
| 1    | Suecia  | 7    | 4  | 2 | 1 | 1 | 5  | 3  | +2   | Asciende a la Liga A |       | —                 | 2 – 0            | 2 – 3              |
| 2    | Rusia   | 7    | 4  | 2 | 1 | 1 | 4  | 3  | +1   |                      |       | 0 – 0             | —                | 2 – 0              |
| 3    | Turquía | 3    | 4  | 1 | 0 | 3 | 4  | 7  | −3   |                      | 0 – 1 | 1 – 2             | —                |                    |

Actualizado a los partidos jugados el 7 de septiembre de 2018.
 Fuente: UEFA
Criterios de clasificación: criterios UEFA de desempate

### Grupo B3
| Pos. | Equipo               | Pts. | PJ | G | E | P | GF | GC | Dif. | Clasificación        |       | Bandera de Bosnia y Herzegovina | Bandera de Austria | Bandera de Irlanda del Norte |
| ---- | -------------------- | ---- | -- | - | - | - | -- | -- | ---- | -------------------- | ----- | ------------------------------- | ------------------ | ---------------------------- |
| 1    | Bosnia y Herzegovina | 10   | 4  | 3 | 1 | 0 | 5  | 1  | +4   | Asciende a la Liga A |       | —                               | 1 – 0              | 2 – 0                        |
| 2    | Austria              | 7    | 4  | 2 | 1 | 1 | 3  | 2  | +1   |                      |       | 0 – 0                           | —                  | 1 – 0                        |
| 3    | Irlanda del Norte    | 0    | 4  | 0 | 0 | 4 | 2  | 7  | −5   |                      | 1 – 2 | 1 – 2                           | —                  |                              |

Actualizado a los partidos jugados el 8 de septiembre de 2018.
 Fuente: UEFA
Criterios de clasificación: criterios UEFA de desempate

### Grupo B4
| Pos. | Equipo    | Pts. | PJ | G | E | P | GF | GC | Dif. | Clasificación        |       | Bandera de Dinamarca | Bandera de Gales | Bandera de Irlanda |
| ---- | --------- | ---- | -- | - | - | - | -- | -- | ---- | -------------------- | ----- | -------------------- | ---------------- | ------------------ |
| 1    | Dinamarca | 8    | 4  | 2 | 2 | 0 | 4  | 1  | +3   | Asciende a la Liga A |       | —                    | 2 – 0            | 0 – 0              |
| 2    | Gales     | 6    | 4  | 2 | 0 | 2 | 7  | 5  | +2   |                      |       | 1 – 2                | —                | 4 – 1              |
| 3    | Irlanda   | 2    | 4  | 0 | 2 | 2 | 1  | 5  | −4   |                      | 0 – 0 | 0 – 1                | —                |                    |

Actualizado a los partidos jugados el 18 de noviembre de 2018.
 Fuente: UEFA
Criterios de clasificación: criterios UEFA de desempate

## Liga C

### Grupo C1
| Pos. | Equipo  | Pts. | PJ | G | E | P | GF | GC | Dif. | Clasificación        |  | Bandera de Escocia | Bandera de Israel | Bandera de Albania |
| ---- | ------- | ---- | -- | - | - | - | -- | -- | ---- | -------------------- |  | ------------------ | ----------------- | ------------------ |
| 1    | Escocia | 9    | 4  | 3 | 0 | 1 | 10 | 4  | +6   | Asciende a la Liga B |  | —                  | 3 – 2             | 2 – 0              |
| 2    | Israel  | 6    | 4  | 2 | 0 | 2 | 6  | 5  | +1   | Asciende a la Liga B |  | 2 – 1              | —                 | 2 – 0              |
| 3    | Albania | 3    | 4  | 1 | 0 | 3 | 1  | 8  | −7   |                      |  | 0 – 4              | 1 – 0             | —                  |

Actualizado a los partidos jugados el 7 de septiembre de 2018.
 Fuente: UEFA
Criterios de clasificación: criterios UEFA de desempate

### Grupo C2
| Pos. | Equipo    | Pts. | PJ | G | E | P | GF | GC | Dif. | Clasificación        |       | Bandera de Finlandia | Bandera de Hungría | Bandera de Grecia | Bandera de Estonia |
| ---- | --------- | ---- | -- | - | - | - | -- | -- | ---- | -------------------- | ----- | -------------------- | ------------------ | ----------------- | ------------------ |
| 1    | Finlandia | 12   | 6  | 4 | 0 | 2 | 5  | 3  | +2   | Asciende a la Liga B |       | —                    | 1 – 0              | 2 – 0             | 1 – 0              |
| 2    | Hungría   | 10   | 6  | 3 | 1 | 2 | 9  | 6  | +3   | Asciende a la Liga B |       | 2 – 0                | —                  | 2 – 1             | 2–0                |
| 3    | Grecia    | 9    | 6  | 3 | 0 | 3 | 4  | 5  | −1   |                      |       | 1 – 0                | 1 – 0              | —                 | 0 – 1              |
| 4    | Estonia   | 4    | 6  | 1 | 1 | 4 | 4  | 8  | −4   |                      | 0 – 1 | 3 – 3                | 0 – 1              | —                 |                    |

Actualizado a los partidos jugados el 8 de septiembre de 2018.
 Fuente: UEFA
Criterios de clasificación: criterios UEFA de desempate

### Grupo C3
| Pos. | Equipo    | Pts. | PJ | G | E | P | GF | GC | Dif. | Clasificación        |       | Bandera de Noruega | Bandera de Bulgaria | Bandera de Chipre | Bandera de Eslovenia |
| ---- | --------- | ---- | -- | - | - | - | -- | -- | ---- | -------------------- | ----- | ------------------ | ------------------- | ----------------- | -------------------- |
| 1    | Noruega   | 13   | 6  | 4 | 1 | 1 | 7  | 2  | +5   | Asciende a la Liga B |       | —                  | 1 – 0               | 2 – 0             | 1 – 0                |
| 2    | Bulgaria  | 11   | 6  | 3 | 2 | 1 | 7  | 5  | +2   | Asciende a la Liga B |       | 1 – 0              | —                   | 2 – 1             | 1 – 1                |
| 3    | Chipre    | 5    | 6  | 1 | 2 | 3 | 5  | 9  | −4   |                      |       | 0 – 2              | 1 – 1               | —                 | 2 – 1                |
| 4    | Eslovenia | 3    | 6  | 0 | 3 | 3 | 5  | 8  | −3   |                      | 1 – 1 | 1 – 2              | 1 – 1               | —                 |                      |

Actualizado a los partidos jugados el 9 de septiembre de 2018.
 Fuente: UEFA
Criterios de clasificación: criterios UEFA de desempate

### Grupo C4
| Pos. | Equipo     | Pts. | PJ | G | E | P | GF | GC | Dif. | Clasificación        |       | Bandera de Serbia | Bandera de Rumania | Bandera de Montenegro | Bandera de Lituania |
| ---- | ---------- | ---- | -- | - | - | - | -- | -- | ---- | -------------------- | ----- | ----------------- | ------------------ | --------------------- | ------------------- |
| 1    | Serbia     | 14   | 6  | 4 | 2 | 0 | 11 | 4  | +7   | Asciende a la Liga B |       | —                 | 2 – 2              | 2 – 1                 | 4 – 1               |
| 2    | Rumania    | 12   | 6  | 3 | 3 | 0 | 8  | 3  | +5   | Asciende a la Liga B |       | 0 – 0             | —                  | 0 – 0                 | 3 – 0               |
| 3    | Montenegro | 7    | 6  | 2 | 1 | 3 | 7  | 6  | +1   |                      |       | 0 – 2             | 0 – 1              | —                     | 2 – 0               |
| 4    | Lituania   | 0    | 6  | 0 | 0 | 6 | 3  | 16 | −13  |                      | 0 – 1 | 1 – 2             | 1 – 4              | —                     |                     |

Actualizado a los partidos jugados el 7 de septiembre de 2018.
 Fuente: UEFA
Criterios de clasificación: criterios UEFA de desempate

## Liga D

### Grupo D1
| Pos. | Equipo     | Pts. | PJ | G | E | P | GF | GC | Dif. | Clasificación        |       | Bandera de Georgia | Bandera de Kazajistán | Bandera de Letonia | Bandera de Andorra |
| ---- | ---------- | ---- | -- | - | - | - | -- | -- | ---- | -------------------- | ----- | ------------------ | --------------------- | ------------------ | ------------------ |
| 1    | Georgia    | 16   | 6  | 5 | 1 | 0 | 12 | 2  | +10  | Asciende a la Liga C |       | —                  | 2– 1                  | 1 – 0              | 3 – 0              |
| 2    | Kazajistán | 6    | 6  | 1 | 3 | 2 | 8  | 7  | +1   | Asciende a la Liga C |       | 0 – 2              | —                     | 1 – 1              | 4 – 0              |
| 3    | Letonia    | 4    | 6  | 0 | 4 | 2 | 2  | 6  | −4   |                      |       | 0 – 3              | 1 – 1                 | —                  | 0 – 0              |
| 4    | Andorra    | 4    | 6  | 0 | 4 | 2 | 2  | 9  | −7   |                      | 1 – 1 | 1 – 1              | 0 – 0                 | —                  |                    |

Actualizado a los partidos jugados el 9 de septiembre de 2018.
 Fuente: UEFA
Criterios de clasificación: criterios UEFA de desempate

### Grupo D2
| Pos. | Equipo      | Pts. | PJ | G | E | P | GF | GC | Dif. | Clasificación        |  | Bandera de Bielorrusia | Bandera de Luxemburgo | Bandera de Moldavia | Bandera de San Marino |
| ---- | ----------- | ---- | -- | - | - | - | -- | -- | ---- | -------------------- |  | ---------------------- | --------------------- | ------------------- | --------------------- |
| 1    | Bielorrusia | 14   | 6  | 4 | 2 | 0 | 10 | 0  | +10  | Asciende a la Liga C |  | —                      | 1 – 0                 | 0 – 0               | 5 – 0                 |
| 2    | Luxemburgo  | 10   | 6  | 3 | 1 | 2 | 11 | 4  | +7   | Asciende a la Liga C |  | 0 – 2                  | —                     | 4 – 0               | 3 – 0                 |
| 3    | Moldavia    | 9    | 6  | 2 | 3 | 1 | 4  | 5  | −1   | Asciende a la Liga C |  | 0 – 0                  | 1 – 1                 | —                   | 2 – 0                 |
| 4    | San Marino  | 0    | 6  | 0 | 0 | 6 | 0  | 16 | −16  |                      |  | 0 – 2                  | 0 – 3                 | 0 – 1               | —                     |

Actualizado a los partidos jugados el 8 de septiembre de 2018.
 Fuente: UEFA
Criterios de clasificación: criterios UEFA de desempate

### Grupo D3
| Pos. | Equipo      | Pts. | PJ | G | E | P | GF | GC | Dif. | Clasificación        |       | Bandera de Kosovo | Bandera de Azerbaiyán | Bandera de Islas Feroe | Bandera de Malta |
| ---- | ----------- | ---- | -- | - | - | - | -- | -- | ---- | -------------------- | ----- | ----------------- | --------------------- | ---------------------- | ---------------- |
| 1    | Kosovo      | 14   | 6  | 4 | 2 | 0 | 15 | 2  | +13  | Asciende a la Liga C |       | —                 | 4 – 0                 | 2 – 0                  | 3 – 1            |
| 2    | Azerbaiyán  | 9    | 6  | 2 | 3 | 1 | 7  | 6  | +1   | Asciende a la Liga C |       | 0 – 0             | —                     | 2 – 0                  | 1 – 1            |
| 3    | Islas Feroe | 5    | 6  | 1 | 2 | 3 | 5  | 10 | −5   |                      |       | 1 – 1             | 0 – 3                 | —                      | 3 – 1            |
| 4    | Malta       | 3    | 6  | 0 | 3 | 3 | 5  | 14 | −9   |                      | 0 – 5 | 1 – 1             | 1 – 1                 | —                      |                  |

Actualizado a los partidos jugados el 7 de septiembre de 2018.
 Fuente: UEFA
Criterios de clasificación: criterios UEFA de desempate

### Grupo D4
| Pos. | Equipo              | Pts. | PJ | G | E | P | GF | GC | Dif. | Clasificación        |       | Bandera de Macedonia del Norte | Bandera de Armenia | Bandera de Gibraltar | Bandera de Liechtenstein |
| ---- | ------------------- | ---- | -- | - | - | - | -- | -- | ---- | -------------------- | ----- | ------------------------------ | ------------------ | -------------------- | ------------------------ |
| 1    | Macedonia del Norte | 15   | 6  | 5 | 0 | 1 | 14 | 5  | +9   | Asciende a la Liga C |       | —                              | 2 – 0              | 4 – 0                | 4 – 1                    |
| 2    | Armenia             | 10   | 6  | 3 | 1 | 2 | 14 | 8  | +6   | Asciende a la Liga C |       | 4 – 0                          | —                  | 0 – 1                | 2 – 1                    |
| 3    | Gibraltar           | 6    | 6  | 2 | 0 | 4 | 5  | 15 | −10  |                      |       | 0 – 2                          | 2 – 6              | —                    | 2 – 1                    |
| 4    | Liechtenstein       | 4    | 6  | 1 | 1 | 4 | 7  | 12 | −5   |                      | 0 – 2 | 2 – 2                          | 2 – 0              | —                    |                          |

Actualizado a los partidos jugados el 9 de septiembre de 2018.
 Fuente: UEFA
Criterios de clasificación: criterios UEFA de desempate

### Terceros clasificados
| Pos. | Grp. | Equipo      | Pts. | PJ | G | E | P | GF | GC | Dif. | Clasificación        |
| ---- | ---- | ----------- | ---- | -- | - | - | - | -- | -- | ---- | -------------------- |
| 1    | D2   | Moldavia    | 9    | 6  | 2 | 3 | 1 | 4  | 5  | −1   | Asciende a la Liga C |
| 2    | D4   | Gibraltar   | 6    | 6  | 2 | 0 | 4 | 5  | 15 | −10  |                      |
| 3    | D3   | Islas Feroe | 5    | 6  | 1 | 2 | 3 | 5  | 10 | −5   |                      |
| 4    | D1   | Letonia     | 4    | 6  | 0 | 4 | 2 | 2  | 6  | −4   |                      |

 Fuente: [cita requerida]
Criterios de clasificación: criterios UEFA de desempate

## Play-offs
Los ganadores de cada grupo de la Liga de Naciones de la UEFA 2018-19 tienen derecho, en caso de no clasificarse por la primera vía, a una segunda oportunidad de clasificación a la Eurocopa 2020. En caso de que ya estén clasificados tendrá derecho la siguiente selección mejor clasificada en dicha Liga de Naciones, según la liga a la que correspondan. Este proceso sustituye al antiguo proceso de repesca.
| Pos. | Equipo        |     |
| ---- | ------------- | --- |
| 1 G  | Portugal      | (C) |
| 2 G  | Países BajosA | (C) |
| 3 G  | InglaterraA   | (C) |
| 4 G  | Suiza         | (C) |
| 5    | Bélgica       | (C) |
| 6    | Francia       | (C) |
| 7    | EspañaA       | (C) |
| 8    | ItaliaA       | (C) |
| 9    | Croacia       | (C) |
| 10   | Polonia       | (C) |
| 11   | AlemaniaA     | (C) |
| 12   | Islandia      | (P) |

| Pos. | Equipo               |     |
| ---- | -------------------- | --- |
| 13 G | Bosnia y Herzegovina | (P) |
| 14 G | Ucrania              | (C) |
| 15 G | DinamarcaA           | (C) |
| 16 G | Suecia               | (C) |
| 17   | RusiaA               | (C) |
| 18   | Austria              | (C) |
| 19   | Gales                | (C) |
| 20   | República Checa      | (C) |
| 21   | Eslovaquia           | (P) |
| 22   | Turquía              | (C) |
| 23   | IrlandaA             | (P) |
| 24   | Irlanda del Norte    | (P) |

| Pos. | Equipo     |     |
| ---- | ---------- | --- |
| 25 G | EscociaA   | (P) |
| 26 G | Noruega    | (P) |
| 27 G | Serbia     | (P) |
| 28 G | Finlandia  | (C) |
| 29   | Bulgaria   | (P) |
| 30   | Israel     | (P) |
| 31   | HungríaA   | (P) |
| 32   | RumaniaA   | (P) |
| 33   | Grecia     | (E) |
| 34   | Albania    | (E) |
| 35   | Montenegro | (E) |
| 36   | Chipre     | (E) |
| 37   | Estonia    | (E) |
| 38   | Eslovenia  | (E) |
| 39   | Lituania   | (E) |

| Pos. | Equipo              |     |
| ---- | ------------------- | --- |
| 40 G | Georgia             | (P) |
| 41 G | Macedonia del Norte | (P) |
| 42 G | Kosovo              | (P) |
| 43 G | Bielorrusia         | (P) |
| 44   | Luxemburgo          | (E) |
| 45   | Armenia             | (E) |
| 46   | AzerbaiyánA         | (E) |
| 47   | Kazajistán          | (E) |
| 48   | Moldavia            | (E) |
| 49   | Gibraltar           | (E) |
| 50   | Islas Feroe         | (E) |
| 51   | Letonia             | (E) |
| 52   | Liechtenstein       | (E) |
| 53   | Andorra             | (E) |
| 54   | Malta               | (E) |
| 55   | San Marino          | (E) |

Leyenda
- G Ganador de grupo de la Liga de Naciones.
- A Anfitrión de la Eurocopa 2020.
- El equipo está actualmente en posición de clasificarse directamente para el torneo final.
- El equipo está actualmente en posición de avanzar a los play-offs.
- (C) El equipo ha clasificado de forma directa.
- (P) El equipo está clasificado para los play-offs.
- (E) El equipo no puede clasificarse de manera directa ni a los play-offs.

### Sorteo
El sorteo de los play-offs tendrá lugar el 22 de noviembre de 2019 a las 12:00 CET, en la sede de la UEFA en Nyon, Suiza. El sorteo seguirá a las reglas de formación de ruta para determinar los emparejamientos de los play-offs en las que participarán los ganadores que no pertenezcan al grupo. Serán cuatro sorteos separados para determinar el anfitrión de la final de play-off de cada ruta, también tendrá lugar un sorteo entre los ganadores de los emparejamientos de semifinales.
Debido a la especificidad del sorteo, el procedimiento solo puede finalizarse después de la conclusión de la fase de clasificación de los grupos. Dependiendo de la combinación de equipos que ingresen a los play-offs, se pueden requerir uno o más sorteos para completar la formación de los caminos de play-off. Se aplicarán los siguientes principios generales, sujetos a la aprobación adicional del Panel de Emergencia de la UEFA si se aplica alguna condición específica:
- Razones relacionadas con la competencia: Para dar a los equipos anfitriones una oportunidad justa de clasificarse para el torneo final, pueden asignarse a diferentes caminos cuando sea posible.
- Asignaciones posibles: La asignación puede ser necesaria dependiendo de las combinaciones específicas de equipos que avanzan a los play-offs.

La UEFA también identificó varios enfrentamientos prohibidos, que impiden los enfrentamientos entre varios equipos por razones políticas. Sin embargo, ninguno de los emparejamientos fue posible dada la composición de los play-offs. Si no fuera posible mantener a los equipos en caminos separados (por ejemplo, ambos fueron ganadores grupales de la misma liga), las condiciones para jugar el partido habrían sido definidas (por ejemplo, jugar el partido en un lugar neutral y/o a puertas cerradas).
La siguiente es la composición provisional de los caminos de play-off:
| Rank | Equipo   |
| ---- | -------- |
| 1    | Islandia |
| 2    | Bulgaria |
| 3    | HungríaA |
| 4    | RumaniaA |

| Rank | Equipo               |
| ---- | -------------------- |
| 1    | Bosnia y Herzegovina |
| 2    | Eslovaquia           |
| 3    | IrlandaA             |
| 4    | Irlanda del Norte    |

| Rank | Equipo   |
| ---- | -------- |
| 1    | EscociaA |
| 2    | Noruega  |
| 3    | Serbia   |
| 4    | Israel   |

| Rank | Equipo              |
| ---- | ------------------- |
| 1    | Georgia             |
| 2    | Macedonia del Norte |
| 3    | Kosovo              |
| 4    | Bielorrusia         |

### Liga A

#### Semifinales
| 8 de octubre de 2020, 20:45 | Islandia             | 2:1 (2:0) | Rumania     | Laugardalsvöllur, Reikiavik                                                 |                                                                             |
|                             | - Sigurðsson 16' 34' | Reporte   | - 63' Maxim | Asistencia: 60 espectadores Árbitro(s): Damir Skomina VAR: Martínez Munuera | Asistencia: 60 espectadores Árbitro(s): Damir Skomina VAR: Martínez Munuera |

| 8 de octubre de 2020, 20:45 | Bulgaria    | 1:3 (0:1) | Hungría                                | Estadio Nacional Vasil Levski, Sofía                                      |                                                                           |
|                             | - Yomov 89' | Reporte   | - 17' Orban - 47' Kalmár - 75' Nikolic | Asistencia: 1929 espectadores Árbitro(s): Szymon Marciniak VAR: Paweł Gil | Asistencia: 1929 espectadores Árbitro(s): Szymon Marciniak VAR: Paweł Gil |

#### Final
| 12 de noviembre de 2020, 20:45 | Hungría                       | 2:1 (0:1) | Islandia         | Puskás Aréna, Budapest                                                   |                                                                          |
|                                | - Nego 88' - Szoboszlai 90+2' | Reporte   | - 11' Sigurðsson | Asistencia: 0 espectadores Árbitro(s): Björn Kuipers VAR: Pol van Boekel | Asistencia: 0 espectadores Árbitro(s): Björn Kuipers VAR: Pol van Boekel |

|  | Semifinales | Semifinales |          |         | Final | Final |  |
|  |             |             |          |         |       |       |  |
|  |             |             |          |         |       |       |  |
|  | Bulgaria    | 1           |          |         |       |       |  |
|  | Bulgaria    | 1           |          |         |       |       |  |
|  | Hungría     | 3           |          |         |       |       |  |
|  | Hungría     | 3           |          | Hungría | 2     |       |  |
|  |             |             |          | Hungría | 2     |       |  |
|  |             |             | Islandia | 1       |       |       |  |
|  | Islandia    | 2           | Islandia | 1       |       |       |  |
|  | Islandia    | 2           |          |         |       |       |  |
|  | Rumania     | 1           |          |         |       |       |  |
|  | Rumania     | 1           |          |         |       |       |  |
|  |             |             |          |         |       |       |  |

### Liga B

#### Semifinales
| 8 de octubre de 2020, 20:45 | Bosnia y Herzegovina                            | 1:1 (1:1, 1:0) (t. s.)(3:4 p.) | Irlanda del Norte                                  | Estadio Grbavica, Sarajevo                                                     |                                                                                |
|                             | - Krunić 13'                                    | Reporte                        | - 53' McGinn                                       | Asistencia: 1800 espectadores Árbitro(s): Mateu Lahoz VAR: Hernández Hernández | Asistencia: 1800 espectadores Árbitro(s): Mateu Lahoz VAR: Hernández Hernández |
|                             |                                                 | Tiros desde el punto penal     |                                                    |                                                                                |                                                                                |
|                             | - Pjanić - Hajradinović - Višća - Hotić - Džeko |                                | - Dallas - Lafferty - Saville - Washington - Boyce |                                                                                |                                                                                |

| 8 de octubre de 2020, 20:45 | Eslovaquia                               | 0:0 (t. s.)(4:2 p.)        | Irlanda                                | Tehelné pole, Bratislava                                                     |                                                                              |
|                             |                                          | Reporte                    |                                        | Asistencia: 0 espectadores Árbitro(s): Clément Turpin VAR: François Letexier | Asistencia: 0 espectadores Árbitro(s): Clément Turpin VAR: François Letexier |
|                             |                                          | Tiros desde el punto penal |                                        |                                                                              |                                                                              |
|                             | - Hamšík - Hrošovský - Haraslín - Gregus |                            | - Hourihane - Brady - Browne - Doherty |                                                                              |                                                                              |

#### Final
| 12 de noviembre de 2020, 20:45 | Irlanda del Norte | 1:2 (1:1, 0:1) (t. s.) | Eslovaquia               | Windsor Park, Belfast                                                      |                                                                            |
|                                | - Škriniar 87'    | Reporte                | - 17' Kucka - 110' Ďuriš | Asistencia: 1060 espectadores Árbitro(s): Felix Brych VAR: Bastian Dankert | Asistencia: 1060 espectadores Árbitro(s): Felix Brych VAR: Bastian Dankert |

|  | Semifinales            | Semifinales |                    |                   | Final | Final |  |
|  |                        |             |                    |                   |       |       |  |
|  |                        |             |                    |                   |       |       |  |
|  | Bosnia y Herzegovina   | 1 (3)       |                    |                   |       |       |  |
|  | Bosnia y Herzegovina   | 1 (3)       |                    |                   |       |       |  |
|  | Irlanda del Norte (p.) | 1 (4)       |                    |                   |       |       |  |
|  | Irlanda del Norte (p.) | 1 (4)       |                    | Irlanda del Norte | 1     |       |  |
|  |                        |             |                    | Irlanda del Norte | 1     |       |  |
|  |                        |             | Eslovaquia (t. s.) | 2                 |       |       |  |
|  | Eslovaquia (p.)        | 0 (4)       | Eslovaquia (t. s.) | 2                 |       |       |  |
|  | Eslovaquia (p.)        | 0 (4)       |                    |                   |       |       |  |
|  | Irlanda                | 0 (2)       |                    |                   |       |       |  |
|  | Irlanda                | 0 (2)       |                    |                   |       |       |  |
|  |                        |             |                    |                   |       |       |  |

### Liga C

#### Semifinales
| 8 de octubre de 2020, 20:45 | Escocia                                              | 0:0 (t. s.)(5:3 p.)        | Israel                                  | Hampden Park, Glasgow                                                  |                                                                        |
|                             |                                                      | Reporte                    |                                         | Asistencia: 0 espectadores Árbitro(s): Ovidiu Haţegan VAR: Marco Guida | Asistencia: 0 espectadores Árbitro(s): Ovidiu Haţegan VAR: Marco Guida |
|                             |                                                      | Tiros desde el punto penal |                                         |                                                                        |                                                                        |
|                             | - McGinn - McGregor - McTominay - Shankland - McLean |                            | - Zahavi - Bitton - Weissman - Abu Fani |                                                                        |                                                                        |

| 8 de octubre de 2020, 20:45 | Noruega       | 1:2 (1:1, 0:0) (t. s.) | Serbia                      | Ullevaal Stadion, Oslo                                                           |                                                                                  |
|                             | - Normann 88' | Reporte                | - 82' 102' Milinković-Savić | Asistencia: 200 espectadores Árbitro(s): Daniele Orsato VAR: Massimiliano Irrati | Asistencia: 200 espectadores Árbitro(s): Daniele Orsato VAR: Massimiliano Irrati |

#### Final
| 12 de noviembre de 2020, 20:45 | Serbia                                      | 1:1 (1:1, 0:0) (t. s.)(4:5 p.) | Escocia                                                | Estadio Rajko Mitić, Belgrado                                               |                                                                             |
|                                | - Jović 90'                                 | Reporte                        | - 52' Christie                                         | Asistencia: 0 espectadores Árbitro(s): Mateu Lahoz VAR: Hernández Hernández | Asistencia: 0 espectadores Árbitro(s): Mateu Lahoz VAR: Hernández Hernández |
|                                |                                             | Tiros desde el punto penal     |                                                        |                                                                             |                                                                             |
|                                | - Tadić - Jović - Gudelj - Katai - Mitrović |                                | - Griffiths - McGregor - McTominay - McBurnie - McLean |                                                                             |                                                                             |

|  | Semifinales    | Semifinales |              |        | Final | Final |  |
|  |                |             |              |        |       |       |  |
|  |                |             |              |        |       |       |  |
|  | Noruega        | 1           |              |        |       |       |  |
|  | Noruega        | 1           |              |        |       |       |  |
|  | Serbia (t. s.) | 2           |              |        |       |       |  |
|  | Serbia (t. s.) | 2           |              | Serbia | 1 (4) |       |  |
|  |                |             |              | Serbia | 1 (4) |       |  |
|  |                |             | Escocia (p.) | 1 (5)  |       |       |  |
|  | Escocia (p.)   | 0 (5)       | Escocia (p.) | 1 (5)  |       |       |  |
|  | Escocia (p.)   | 0 (5)       |              |        |       |       |  |
|  | Israel         | 0 (3)       |              |        |       |       |  |
|  | Israel         | 0 (3)       |              |        |       |       |  |
|  |                |             |              |        |       |       |  |

### Liga D

#### Semifinales
| 8 de octubre de 2020, 18:00 | Georgia          | 1:0 (1:0) | Bielorrusia | Estadio Nacional, Tiflis                                                    |                                                                             |
|                             | - Okriashvili 7' | Reporte   |             | Asistencia: 0 espectadores Árbitro(s): Cüneyt Çakır VAR: Abdulkadir Bitigen | Asistencia: 0 espectadores Árbitro(s): Cüneyt Çakır VAR: Abdulkadir Bitigen |

| 8 de octubre de 2020, 20:45 | Macedonia del Norte           | 2:1 (2:1) | Kosovo            | Estadio Toše Proeski, Skopie                                               |                                                                            |
|                             | - Kololli 16' - Velkovski 33' | Reporte   | - 29' Hadergjonaj | Asistencia: 0 espectadores Árbitro(s): Danny Makkelie VAR: Jochem Kamphuis | Asistencia: 0 espectadores Árbitro(s): Danny Makkelie VAR: Jochem Kamphuis |

#### Final
| 12 de noviembre de 2020, 18:00 | Georgia | 0:1 (0:0) | Macedonia del Norte | Estadio Nacional, Tiflis                                                  |                                                                           |
|                                |         | Reporte   | - 56' Pandev        | Asistencia: 0 espectadores Árbitro(s): Anthony Taylor VAR: Stuart Attwell | Asistencia: 0 espectadores Árbitro(s): Anthony Taylor VAR: Stuart Attwell |

|  | Semifinales         | Semifinales |                     |         | Final | Final |  |
|  |                     |             |                     |         |       |       |  |
|  |                     |             |                     |         |       |       |  |
|  | Georgia             | 1           |                     |         |       |       |  |
|  | Georgia             | 1           |                     |         |       |       |  |
|  | Bielorrusia         | 0           |                     |         |       |       |  |
|  | Bielorrusia         | 0           |                     | Georgia | 0     |       |  |
|  |                     |             |                     | Georgia | 0     |       |  |
|  |                     |             | Macedonia del Norte | 1       |       |       |  |
|  | Macedonia del Norte | 2           | Macedonia del Norte | 1       |       |       |  |
|  | Macedonia del Norte | 2           |                     |         |       |       |  |
|  | Kosovo              | 1           |                     |         |       |       |  |
|  | Kosovo              | 1           |                     |         |       |       |  |
|  |                     |             |                     |         |       |       |  |

### Clasificados a la Eurocopa 2020
| Bandera de Hungría | Bandera de Eslovaquia | Bandera de Escocia | Bandera de Macedonia del Norte |
| Hungría            | Eslovaquia            | Escocia            | Macedonia del Norte            |

## Goleadores
| Jugador             | Selección   | Liga | Goles | Partidos |
| Aleksandar Mitrović | Serbia      | C    | 6     | 6        |
| James Forrest       | Escocia     | C    | 5     | 3        |
| Yura Movsisián      | Armenia     | D    | 5     | 4        |
| Haris Seferović     | Suiza       | A    | 5     | 6        |
| Stanislav Dragun    | Bielorrusia | D    | 5     | 6        |
| ------------------- | ----------- | ---- | ----- | -------- |

Fuente: Transfermarkt (enlace roto disponible en Internet Archive; véase el historial, la primera versión y la última).

### Jugadores con tres o más goles en un partido
| Pos. | Jugador           | Goles | Fecha                   | Local     |                      | Resultado |                       | Visitante  | Reporte     |
| ---- | ----------------- | ----- | ----------------------- | --------- | -------------------- | --------- | --------------------- | ---------- | ----------- |
| 1    | Yura Movsisián    | 4     | 16 de noviembre de 2018 | Gibraltar | Bandera de Gibraltar | 2 - 6     | Bandera de Armenia    | Armenia    | Jornada 5   |
| 2    | Haris Seferović   | 3     | 18 de noviembre de 2018 | Suiza     | Bandera de Suiza     | 5 - 2     | Bandera de Bélgica    | Bélgica    | Jornada 4   |
| 3    | James Forrest     | 3     | 20 de noviembre de 2018 | Escocia   | Bandera de Escocia   | 3 - 2     | Bandera de Israel     | Israel     | Jornada 4   |
| 4    | Arbër Zeneli      | 3     | 20 de noviembre de 2018 | Kosovo    | Bandera de Kosovo    | 4 - 0     | Bandera de Azerbaiyán | Azerbaiyán | Jornada 6   |
| 5    | Cristiano Ronaldo | 3     | 5 de junio de 2019      | Portugal  | Bandera de Portugal  | 3 - 1     | Bandera de Suiza      | Suiza      | Semifinales |

## Clasificación global
| Medalla de oro    | Portugal     | 4 | 8 | 13 | Bosnia y Herzegovina | 4 | 10 | 25 | Escocia    | 4 | 9 | 40 | Georgia             | 6 | 16 |
| Medalla de plata  | Países Bajos | 4 | 7 | 14 | Ucrania              | 4 | 9  | 26 | Noruega    | 4 | 9 | 41 | Macedonia del Norte | 6 | 15 |
| Medalla de bronce | Inglaterra   | 4 | 7 | 15 | Dinamarca            | 4 | 8  | 27 | Serbia     | 4 | 8 | 42 | Kosovo              | 6 | 14 |
| 4                 | Suiza        | 4 | 9 | 16 | Suecia               | 4 | 7  | 28 | Finlandia  | 4 | 6 | 43 | Bielorrusia         | 6 | 14 |
| 5                 | Bélgica      | 4 | 9 | 17 | Rusia                | 4 | 7  | 29 | Bulgaria   | 4 | 7 | 44 | Luxemburgo          | 6 | 10 |
| 6                 | Francia      | 4 | 7 | 18 | Austria              | 4 | 7  | 30 | Israel     | 4 | 6 | 45 | Armenia             | 6 | 10 |
| 7                 | España       | 4 | 6 | 19 | Gales                | 4 | 6  | 31 | Hungría    | 4 | 6 | 46 | Azerbaiyán          | 6 | 9  |
| 8                 | Italia       | 4 | 5 | 20 | República Checa      | 4 | 6  | 32 | Rumania    | 4 | 6 | 47 | Kazajistán          | 6 | 6  |
| 9                 | Croacia      | 4 | 4 | 21 | Eslovaquia           | 4 | 3  | 33 | Grecia     | 4 | 6 | 48 | Moldavia            | 6 | 9  |
| 10                | Polonia      | 4 | 2 | 22 | Turquía              | 4 | 3  | 34 | Albania    | 4 | 3 | 49 | Gibraltar           | 6 | 6  |
| 11                | Alemania     | 4 | 2 | 23 | Irlanda              | 4 | 2  | 35 | Montenegro | 4 | 1 | 50 | Islas Feroe         | 6 | 5  |
| 12                | Islandia     | 4 | 0 | 24 | Irlanda del Norte    | 4 | 0  | 36 | Chipre     | 4 | 1 | 51 | Letonia             | 6 | 4  |
|                   |              |   |   |    |                      |   |    | 37 | Estonia    | 6 | 4 | 52 | Liechtenstein       | 6 | 4  |
| 38                | Eslovenia    | 6 | 3 | 53 | Andorra              | 6 | 4  |    |            |   |   |    |                     |   |    |
| 39                | Lituania     | 6 | 0 | 54 | Malta                | 6 | 3  |    |            |   |   |    |                     |   |    |
|                   |              |   |   | 55 | San Marino           | 6 | 0  |    |            |   |   |    |                     |   |    |